# Paraxerus boehmi
Paraxerus boehmi es una especie de roedor de la familia Sciuridae.

## Distribución geográfica
Se encuentran en Burundi, República Democrática del Congo, Kenia, Ruanda, Sudán, Tanzania, Uganda, Zambia.

## Hábitat
Su hábitat natural son: las tierras  de baja altitud subtropicales o tropicales húmedas bosques, montañas, y sabanas.